# Barbus tiekoroi
Barbus tiekoroi е вид лъчеперка от семейство Шаранови (Cyprinidae).

## Разпространение
Видът е разпространен в Гвинея и Сиера Леоне.

## Описание
На дължина достигат до 9 cm.